# Lucas Echeverría i Ugarte
Lucas Echeverría i Ugarte (castellà: Lucas Echeverría y Ugarte)  (Vitòria, 1831 - Barcelona, 4 de setembre de 1891) fou un enginyer basc del segle xix establert a Barcelona.
Echeverria es va graduar en ciències per la universitat de Madrid el 1854. A partir d'aquest any va ser professor de química de l'Escola Industrial de Bergara (Guipúscoa), fins al 1858 en què va passar a ser professor de física aplicada. En tancar-se l'escola de Bergara el setembre de 1860, es va traslladar a Barcelona on va ser nomenat professor de mecànica industrial de l'Escola Industrial de Barcelona (avui UPC) combinant aquest càrrec amb el de mecànica racional de la universitat de Barcelona. El 23 d'agost de 1891 va ser nomenat director de l'Escola Industrial, càrrec que no va arribar a exercir, ja que va morir de sobte uns dies després del nomenament.
Echevarria va ser membre de l'Institut Agrícola Català de Sant Isidre, de la Societat Econòmica Barcelonesa d'Amics del País i de la Reial Acadèmia de Ciències i Arts de Barcelona, institució aquesta última que va presidir entre 1878 i 1880.
Echeverría va ser pioner en la introducció al nostre país de tècniques de calefacció i ventilació d'edificis, implicant teories químiques, físiques i mecàniques.